# Lijst van voetbalinterlands België - Canada
Deze lijst van voetbalinterlands is een overzicht van alle officiële voetbalwedstrijden tussen de nationale teams van België en Canada. De landen speelden tot op heden twee keer tegen elkaar. De eerste ontmoeting, een vriendschappelijke interland, werd gespeeld in Ottawa op 8 juni 1989. Het laatste duel, een groepswedstrijd tijdens het Wereldkampioenschap voetbal 2022, vond plaats op 23 november 2022 in Ar Rayyan (Qatar).

## Wedstrijden
| № | Plaats    | Datum            | Competitie        | Wedstrijd       | Uitslag |
| - | --------- | ---------------- | ----------------- | --------------- | ------- |
| 1 | Ottawa    | 8 juni 1989      | Vriendschappelijk | Canada – België | 0 – 2   |
| 2 | Ar Rayyan | 23 november 2022 | WK 2022           | België - Canada | 1 − 0   |

## Samenvatting
| Competitie        | Totaal gespeeld | Winst België | Gelijk | Winst Canada | Doelsaldo België – Canada |
| ----------------- | --------------- | ------------ | ------ | ------------ | ------------------------- |
| WK-eindronde      | 1               | 1            | 0      | 0            | 1 − 0                     |
| Vriendschappelijk | 1               | 1            | 0      | 0            | 2 − 0                     |
| Totaal            | 2               | 2            | 0      | 0            | 3 − 0                     |

Wedstrijden bepaald door strafschoppen worden, in lijn met de FIFA, als een gelijkspel gerekend.

## Details

### Eerste ontmoeting
| Vriendschappelijk (Ottawa, Canada, 8 juni 1989): |              | |
| Canada | 0 – 2        | België |
| | goals        | 58' Jan Ceulemans 87' Marc Degryse |
| Bob Lenarduzzi | bondscoach   | Guy Thys |
| Craig Forrest Stephen Jensen John Limniatis Vincenzo Concina Colin Miller Charles Falzon Norman Odinga Jim Easton 67' Gerard Gray Alexander Bunbury Dale Mitchell | opstellingen | Michel Preud'homme Eric Gerets Jean-François De Sart Koen Sanders Philippe Albert 46' Marc Emmers Franky Van der Elst Patrick Vervoort Marc Degryse Marc Van der Linden Jan Ceulemans |
| Lyndon Hooper 67' | wissels      | 46' Jean-Marie Houben |